# Nikolaj Memola
Nikolaj Memola (Monza, 18 novembre 2003) è un pattinatore artistico su ghiaccio italiano. Ha vinto la finale del Grand Prix junior nel 2022 e il Campionato italiano nel 2023.

## Carriera
Nel 2022 diventa il primo italiano a vincere la Finale del Grand Prix junior, sul ghiaccio di Torino. Nella stagione successiva debutta ai campionati europei con un 10º posto e ai campionati mondiali con il 9º.
Ai campionati europei di Tallinn 2025 vince la medaglia d'argento.

## Palmarès
GP: Grand Prix; CS: Challenger Series; JGP: Junior Grand Prix

### Categoria senior
| Risultati                                                          | Risultati      | Risultati      | Risultati      | Risultati      |
| Internazionali                                                     | Internazionali | Internazionali | Internazionali | Internazionali |
| Evento                                                             | 2021-22        | 2022-23        | 2023-24        | 2024-25        |
| ------------------------------------------------------------------ | -------------- | -------------- | -------------- | -------------- |
| Campionati mondiali                                                |                |                | 9º             | 10º            |
| Campionati europei                                                 | 15º            |                | 10º            | 2º             |
| GP Cup of China                                                    |                |                |                | 10°            |
| GP della Finlandia                                                 |                |                | 5°             |                |
| GP Trophée Eric Bompard                                            |                |                | 11°            | 6°             |
| CS Autumn Classic International                                    |                |                | 8°             |                |
| CS Budapest Trophy                                                 |                | 3º             | 1º             |                |
| CS Finlandia Trophy                                                |                |                | 6º             |                |
| CS Golden Spin                                                     |                |                |                | R              |
| CS Lombardia Trophy                                                | R              | 3º             |                |                |
| CS Ondrej Nepela Trophy                                            |                |                |                | 2º             |
| CS Warsaw Cup                                                      | 9°             | R              |                |                |
| Universiadi                                                        |                | 3º             |                |                |
| Merano Ice Trophy                                                  |                |                | 1º             |                |
| Road to 26 Trophy                                                  |                |                |                | 2º             |
| Santa Claus Cup                                                    | 1º             |                |                |                |
| Shangai Trophy                                                     |                |                |                | 4°             |
| Trophée Côte d'Azur                                                | 4º             |                |                |                |
| Nazionali                                                          |                |                |                |                |
| Campionati italiani                                                |                | 2º             | 1º             | 2º             |
| Eventi a squadre                                                   |                |                |                |                |
| World Team Trophy                                                  |                |                |                | 3º S 10º P     |
| R = Ritirato; S = Risultato della squadra; P = Risultato personale |                |                |                |                |

### Categoria junior
| Risultati                                | Risultati      | Risultati      | Risultati      | Risultati      | Risultati      | Risultati      |
| Internazionali                           | Internazionali | Internazionali | Internazionali | Internazionali | Internazionali | Internazionali |
| Evento                                   | 2017-18        | 2018-19        | 2019-20        | 2020-21        | 2021-22        | 2022-23        |
| ---------------------------------------- | -------------- | -------------- | -------------- | -------------- | -------------- | -------------- |
| Campionati mondiali                      |                |                |                |                | 7°             | 4°             |
| Giochi olimpici giovanili                |                |                | 8°             |                |                |                |
| JGP Finale                               |                |                |                |                |                | 1º             |
| JGP Austria                              |                |                |                |                | 4°             |                |
| JGP Repubblica Ceca                      |                |                |                |                |                | 2º             |
| JGP Italia                               |                |                | 16°            |                |                |                |
| JGP Lettonia                             |                |                | 18°            |                |                | 1º             |
| JGP Slovenia                             |                | 19°            |                |                |                |                |
| Crystal Skate di Romania                 | 1º             |                |                |                |                |                |
| Cup du Tyrol                             |                | 3º             |                |                |                |                |
| Dragon Trophy                            | 4°             |                |                |                |                |                |
| Egna Spring Trophy                       | 3º             | 1º             |                | 1º             |                |                |
| Festival olimpico della gioventù europea |                | 11°            |                |                |                |                |
| IceLab Cup                               |                |                | 2º             |                |                |                |
| Merano Cup                               | 6°             |                |                |                |                |                |
| Skate Celje                              | 3º             |                |                |                |                |                |
| Skate Victoria                           |                | 2º             |                |                |                |                |
| Sofia Trophy                             |                |                | 2º             |                |                |                |
| Campionati italiani                      | 4°             | 2º             | 2º             | 2º             | 1º             |                |